# چیویتلا دل ترونتو
چیویتلا دل ترونتو (به ایتالیایی: Civitella del Tronto) یک کومونه در ایتالیا است که در استان تیرامو واقع شده‌است.

## خصوصیات
چیویتلا دل ترونتو ۷۷ کیلومترمربع مساحت و ۵٬۴۳۲ نفر جمعیت دارد و ۵۸۹ متر بالاتر از سطح دریا واقع شده‌است.